# Euthanasie van Shanti De Corte
Shanti De Corte (Wilrijk, 11 mei 1998 – Gent, 7 mei 2022) was een Belgische vrouw die in 2022 overleed door wettelijke doch controversiële euthanasie wegens ondraaglijk psychisch lijden als gevolg van de terroristische aanslagen op de luchthaven van Zaventem in 2016.

## Aanslag
De 17-jarige Shanti De Corte vertrok op 22 maart 2016 vanaf Brussels Airport met 90 medeleerlingen van het Sint-Ritacollege in Kontich op schoolreis naar Rome. Enkele meters van hun incheckplaats brachten twee aanslagplegers hun bommen tot ontploffing. De leerlingen vluchtten naar buiten op het tarmac. Met bussen werden ze naar huis gebracht. De Corte had geen fysieke verwondingen, maar geraakte wel zwaar getraumatiseerd van de aanslagen.

## Euthanasie
De Corte had voor de aanslagen reeds enkele jaren last van hyperventilatie. Na de aanslagen werd ze enkele keren in het psychiatrische kliniek opgenomen wegens posttraumatische stress. Haar mentale gezondheid ging de jaren daarop met hoogtes en laagtes. Ze leidde geregeld aan paniekaanvallen, depressies en flashbacks. Een gevoel van onveiligheid werd een constante in haar leven en ze heeft enige tijd in een rolstoel gezeten omdat ze ook fysiek helemaal op was. Medicatie hielp haar onvoldoende. De Corte ondernam enkele zelfmoordpogingen. Toch poogde ze te studeren, eerst een opleiding tot leerkracht lagere school, later orthopedagogie.
Met de hulp van LEIF, een organisatie voor ondersteuning van waardig sterven, diende De Corte enkele keren een wettelijk euthanasieverzoek wegens ondraaglijk psychiatrisch lijden in. In 2022 keurden twee psychiaters haar verzoek goed. Haar euthanasie werd gepland op 20 maart 2022, maar een anonieme klacht hield dat tegen, met de reden dat ze niet uitbehandeld zou zijn. De volgende vijf weken op de psychiatrische afdeling verlengden echter alleen haar pijn. De klacht werd geseponeerd. Omringd door haar dichtste familie werd De Corte op 23-jarige leeftijd op 7 mei 2022 geëuthanaseerd.

## Erkenning als slachtoffer van aanslag
In 2016 stelde De Corte zich burgerlijke partij tegen de aanslagplegers met de hulp van de slachtofferorganisatie V-Europe. In juni 2023 werd zij na aanvraag van de procureur op het assisenproces van de terroristische aanslagen erkend als 33ste dodelijke slachtoffer van de aanslagen. Er was volgens de jury een duidelijk verband tussen de aanslagen en haar dood. Een ander slachtoffer, dat jaren na de aanslag overleed wegens posttraumatische stress, kreeg ook die erkenning.

## Debat
Op 5 oktober 2022 werden de omstandigheden rond de euthanasie van De Corte aan de orde gesteld in een reportage van het tv-programma #Investigation van de RTBF. Het programma werd uitgezonden een dag nadat het Europees Hof voor de Rechten van de Mens een veroordeling had uitgesproken in de zaak Mortier v. België, wegens een gebrek aan onafhankelijkheid van de Belgische toetsingscommissie. In de reportage kwam naar voren dat een neuroloog van het UVC Brugmann tussenbeide was gekomen omdat hij van mening was dat de euthanasie niet had mogen plaatsvinden omdat er andere zorgvoorstellen waren gedaan aan de vrouw. Het parket van Antwerpen had een onderzoek naar de feiten geopend, maar geconcludeerd dat de euthanasieprocedure was gerespecteerd.
Ook vanuit het buitenland werden vragen gesteld bij de euthanasie. Zo stelde de Britse woordvoerder van de organisatie Right To Life, Catherine Robinson: “Dit is een diep tragisch geval van een jonge vrouw die zoveel heeft geleden, en het is niet te geloven dat ze een dodelijke injectie kreeg om dit trauma te verwerken in plaats van de verdere psychologische ondersteuning die ze duidelijk nodig had. In België kunnen we duidelijk zien dat de legalisering van euthanasie een boodschap heeft gestuurd naar mensen die zoals Shanti lijden dat er geen hoop is. Dat de dood de enige uitweg is. Dit is een diep tragische kijk op het leven en het lijden en het moedigt dit soort denken actief aan bij mensen die het meest lijden. Shanti had niet mogen sterven. Ze verdiende beter".